# Low Country Blues
| Recensione    | Giudizio    |
| ------------- | ----------- |
| AllMusic      |             |
| Sputnikmusic  | 3.3 (Great) |
| Rolling Stone |             |

Low Country Blues è un album in studio del musicista e cantante statunitense Gregg Allman, pubblicato dalla Rounder Records nel gennaio del 2011.
L'album ottenne una nomination al 54° Grammy Awards (2011) nella categoria miglior album Blues .

## CD
1. Floating Bridge – 4:45 (John Adam Estes)
2. Little by Little – 2:46 (Melvin London)
3. Devil Got My Woman – 4:53 (Nehemiah "Skip" James)
4. I Can't Be Satisfied – 3:32 (Muddy Waters)
5. Blind Man – 3:46 (Don D. Robey, Joseph Wade Scott)
6. Just Another Rider – 5:39 (Gregg Allman, Warren Haynes)
7. Please Accept My Love – 3:07 (B.B. King, Sam Ling)
8. I Believe I'll Go Back Home – 3:49 (Pubblico dominio; arr. di Gregg Allman e T-Bone Burnett)
9. Tears, Tears, Tears – 4:55 (Amos Milburn)
10. My Love Is Your Love – 4:14 (Samuel Maghett)
11. Checking on My Baby – 4:06 (Otis Rush)
12. Rolling Stone – 7:04 (Tradizionale; arr. di Gregg Allman, T-Bone Burnett e Mac Rebennack)

## Musicisti
Floating Bridge
- Gregg Allman – voce, chitarra acustica
- Doyle Bramhall II – chitarra
- T Bone Burnett – chitarra
- Hadley Hawkensmith – chitarra
- Mac Rebennack – pianoforte
- Dennis Crouch – basso acustico
- Jay Bellerose – batteria

Little by Little
- Gregg Allman – organo Hammond B3, voce
- Doyle Bramhall II – chitarra
- Mac Rebennack – pianoforte
- Dennis Crouch – basso acustico
- Jay Bellerose – batteria

Devil Got My Woman
- Gregg Allman – voce, organo Hammond B3
- Doyle Bramhall II – chitarra
- Colin Linden – dobro
- Mac Rebennack – pianoforte
- Dennis Crouch – basso acustico
- Jay Bellerose – batteria

I Can't Be Satisfied
- Gregg Allman – voce, chitarra acustica
- Doyle Bramhall II – chitarra
- T Bone Burnett – chitarra
- Mac Rebennack – pianoforte
- Dennis Crouch – basso acustico
- Jay Bellerose – batteria

Blind Man
- Gregg Allman – voce
- Doyle Bramhall II – chitarra
- Mac Rebennack – pianoforte
- Lester Lovitt – tromba
- Daniel Fornero – tromba
- Joseph Sublett – sassofono tenore
- Jim Thompson – sassofono tenore
- Thomas Peterson – sassofono baritono
- Dennis Crouch – basso acustico
- Jay Bellerose – batteria
- Darrell Leonard – conduttore musicale e arrangiamento strumenti a fiato

Just Another Rider
- Gregg Allman – voce, organo Hammond B3
- Doyle Bramhall II – chitarra
- T Bone Burnett – chitarra
- Vincent Esquer – chitarra
- Mac Rebennack – pianoforte
- Darrell Leonard – tromba basso, conduttore musicale e arrangiamento strumenti a fiato
- Tom Peterson – sassofono baritono
- Joseph Sublett – sassofono tenore
- Jim Thompson – sassofono tenore
- Dennis Crouch – basso acustico
- Jay Bellerose – batteria

Please Accept My Love
- Gregg Allman – voce, organo Hammond B3
- Doyle Bramhall II – chitarra
- T Bone Burnett – chitarra
- Mac Rebennack – pianoforte
- Darrell Leonard – tromba, tromba basso, conduttore musicale e arrangiamento strumenti a fiato
- Joseph Sublett – sassofono tenore
- Jim Thompson – sassofono tenore
- Thomas Peterson – sassofono baritono
- Dennis Crouch – basso acustico
- Jay Bellerose – batteria

I Believe I'll Go Back Home
- Gregg Allman – voce, chitarra acustica
- Doyle Bramhall II – chitarra
- T Bone Burnett – chitarra
- Mac Rebennack – pianoforte
- Mike Compton – mandolino, cori
- Dennis Crouch – basso acustico
- Jay Bellerose – batteria, percussioni

Tears, Tears, Tears
- Gregg Allman – voce, organo Hammond B3
- Doyle Bramhall II – chitarra
- Mac Rebennack – pianoforte
- Darrell Leonard – tromba, tromba basso, conduttore musicale e arrangiamento strumenti a fiato
- Joseph Sublett – sassofono tenore
- Jim Thompson – sassofono tenore
- Thomas Peterson – sassofono baritono
- Dennis Crouch – basso acustico
- Jay Bellerose – batteria

My Love Is Your Love
- Gregg Allman – voce, organo Hammond B3
- Doyle Bramhall II – chitarra
- Mac Rebennack – pianoforte
- Dennis Crouch – basso acustico
- Jay Bellerose – batteria, percussioni
- Judith Hill – cori
- Alfie Silas-Durio – cori
- Tata Vega – cori
- Jean Witherspoon – cori
- Bill Maxwell – arrangiamento e conduzione cori

Checking on My Baby
- Gregg Allman – voce, organo Hammond B3
- Doyle Bramhall II – chitarra
- T Bone Burnett – chitarra
- Mac Rebennack – pianoforte
- Darrell Leonard – tromba, tromba basso, conduttore musicale e arrangiamento strumenti a fiato
- Joseph Sublett – sassofono tenore
- Jim Thompson – sassofono tenore
- Thomas Peterson – sassofono baritono
- Dennis Crouch – basso acustico
- Jay Bellerose – batteria

Rolling Stone
- Gregg Allman – voce, organo Hammond B3
- Doyle Bramhall II – chitarra
- Colin Linden – dobro
- Mac Rebennack – pianoforte
- Dennis Crouch – basso acustico
- Jay Bellerose – batteria, percussioni

Note aggiuntive
- T Bone Burnett – produttore
- Ivy Skoff – coordinatore della produzione
- Registrazioni effettuate al Village Recorder di Los Angeles, California
- Mike Piersante – ingegnere delle registrazioni e del mixaggio
- Vanessa Parr, Zachary Dawes e Kyle Ford – secondi ingegneri delle registrazioni
- Jason Wormer e Emile Kelman – editing
- Mixaggio effettuato al Electro Magnetic Studios di Los Angeles, California
- Mastering effettuato da Gavin Lurssen al Lurssen Mastering di Hollywood, California
- Danny Clinch – foto copertina CD
- Larissa Collins – art direction e design copertina CD [6]

## Classifica
Album
| Anno | Classifica            | Posizione raggiunta |
| ---- | --------------------- | ------------------- |
| 2011 | Billboard 200         | 5                   |
| 2011 | Album Sales           | 5                   |
| 2011 | Top Rock Albums       | 4                   |
| 2011 | Blues Albums          | 1                   |
| 2011 | Vinyl Albums          | 7                   |
| 2011 | Tastemakers           | 3                   |
| 2011 | Official Albums Chart | 48                  |